# 89903 Post
89903 Post este o planetă minoră (asteroid) din centura de asteroizi. A fost descoperită pe 20 februarie 2002 la  de Berton L. Stevens⁠(d). 
Obiectul prezintă o orbită caracterizată de o semiaxă mare de 4,0054198101115 UAi, o excentricitate de 0,13, o înclinație de 5,6 ° în raport cu ecliptica.